# スイートルーム

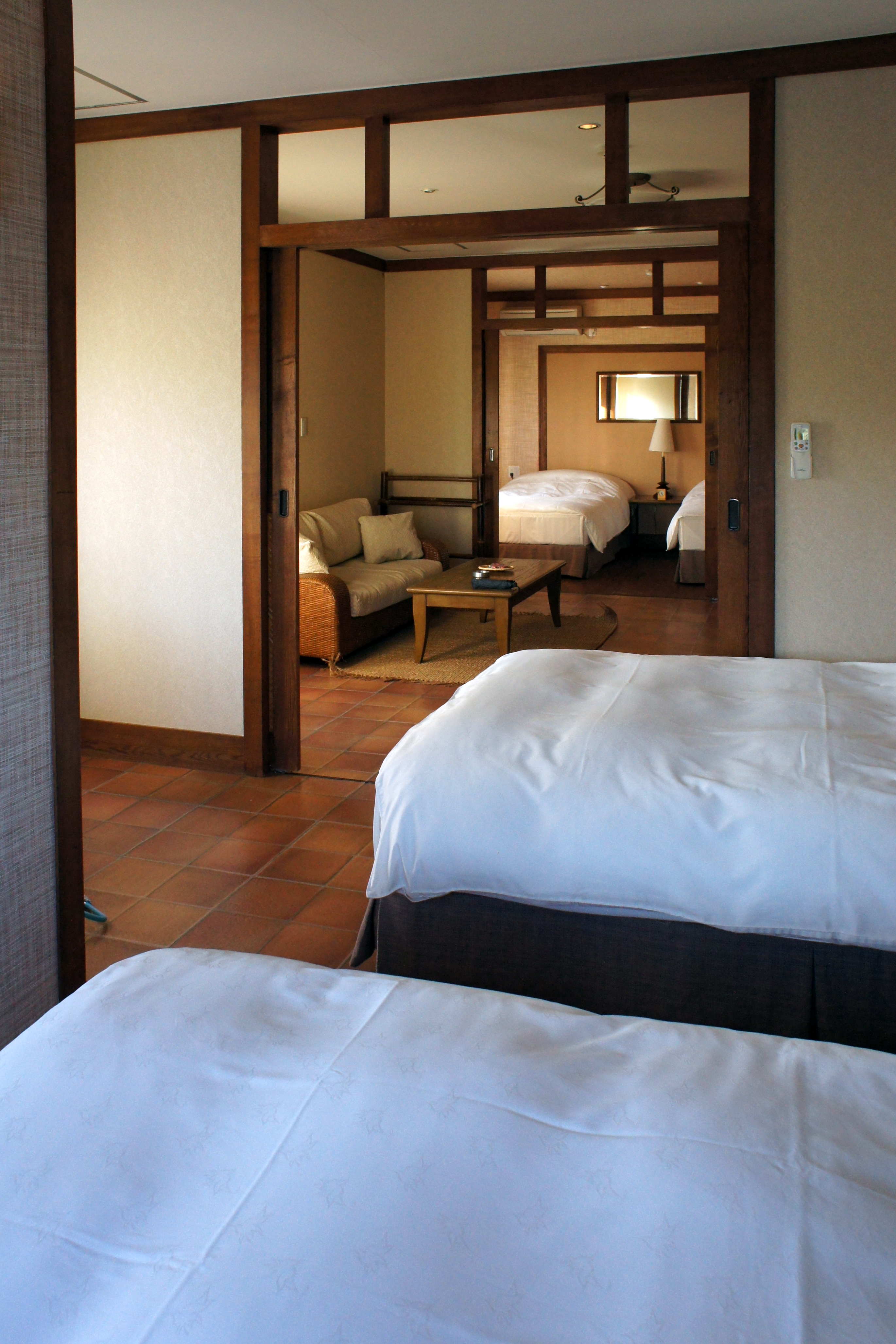
2ベッドルームスイート（リビングと2ベッドルーム）

スイートルーム（英語:suite）は、ホテルの部屋の構造で、寝室にリビングルーム、応接間など他の部屋が一対になっている客室をいう。ルームとあるが、実際は複数の部屋で構成される。
ホテルでは最上位であるペントハウスアパートメントに次ぐ上位クラスの部屋であることが一般的である。
形態としてはマンションの1戸（一般の客室はワンルーム形式、かつDKがない）。スウィートルームとも表記・発音される。
日本語では「続き部屋」などと訳されることもある。

## 概要
一般に通常よりワンランク上の部屋をさし、部屋の広さや家具、内装なども豪華にし、そのホテルにおいて最上級の部屋になっている。また、ホテルの中でもハイグレードな部屋を示すシンボルでもある。
ホテルによっては全室スイートルームになっている。
ベッドルームに続く部屋は一般に居間（リビングルーム）であるが、ダイニングルームの場合や、付き人やボディーガードが滞在するコネクティングルームが付設される場合もある。ベッドルームの数で2ベッドルームスイート、3ベッドルームスイートと言われる。
英語の suite（英語発音: [swiːt]、スウィートゥ）は「一式」「一組」「一揃い」の意味であり、そのまま日本語におけるスイートルームを指すが、suite of rooms のように部屋が複数あることをより明確に示す表現も用いられる。

## ジュニアスイート

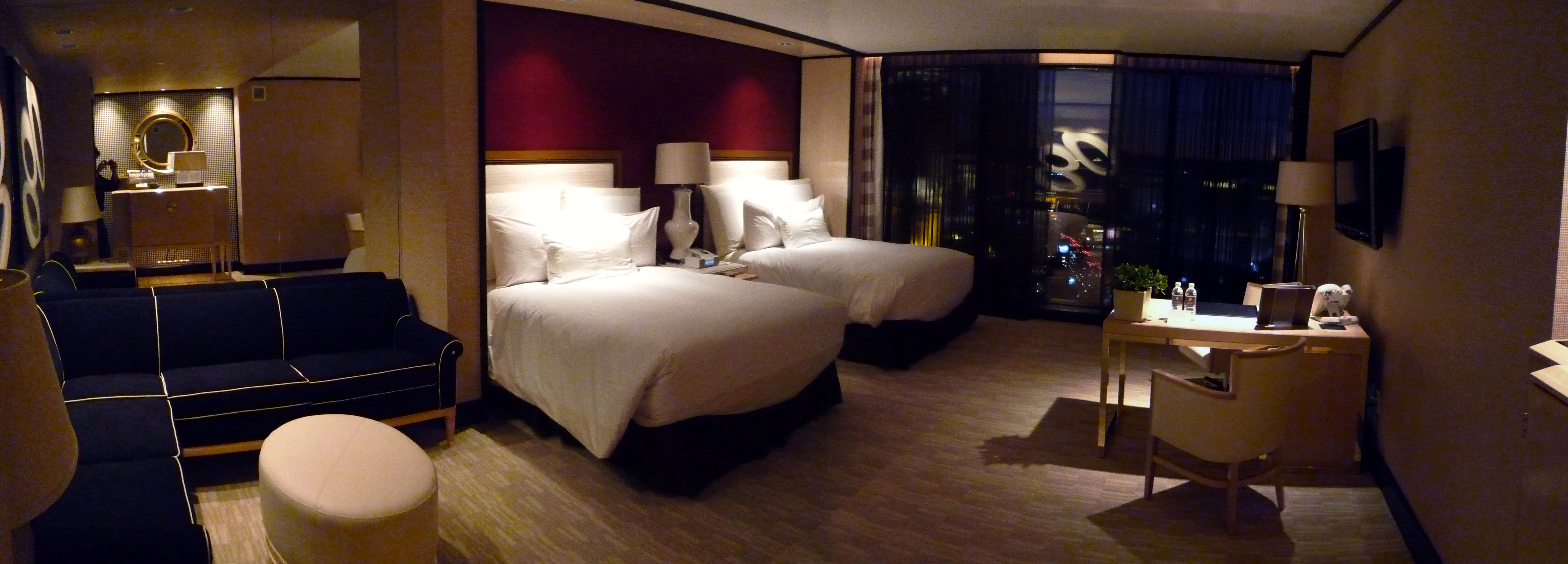
ジュニアスイートルーム

居間が完全に独立していない客室はジュニアスイートといわれる。

## 日本

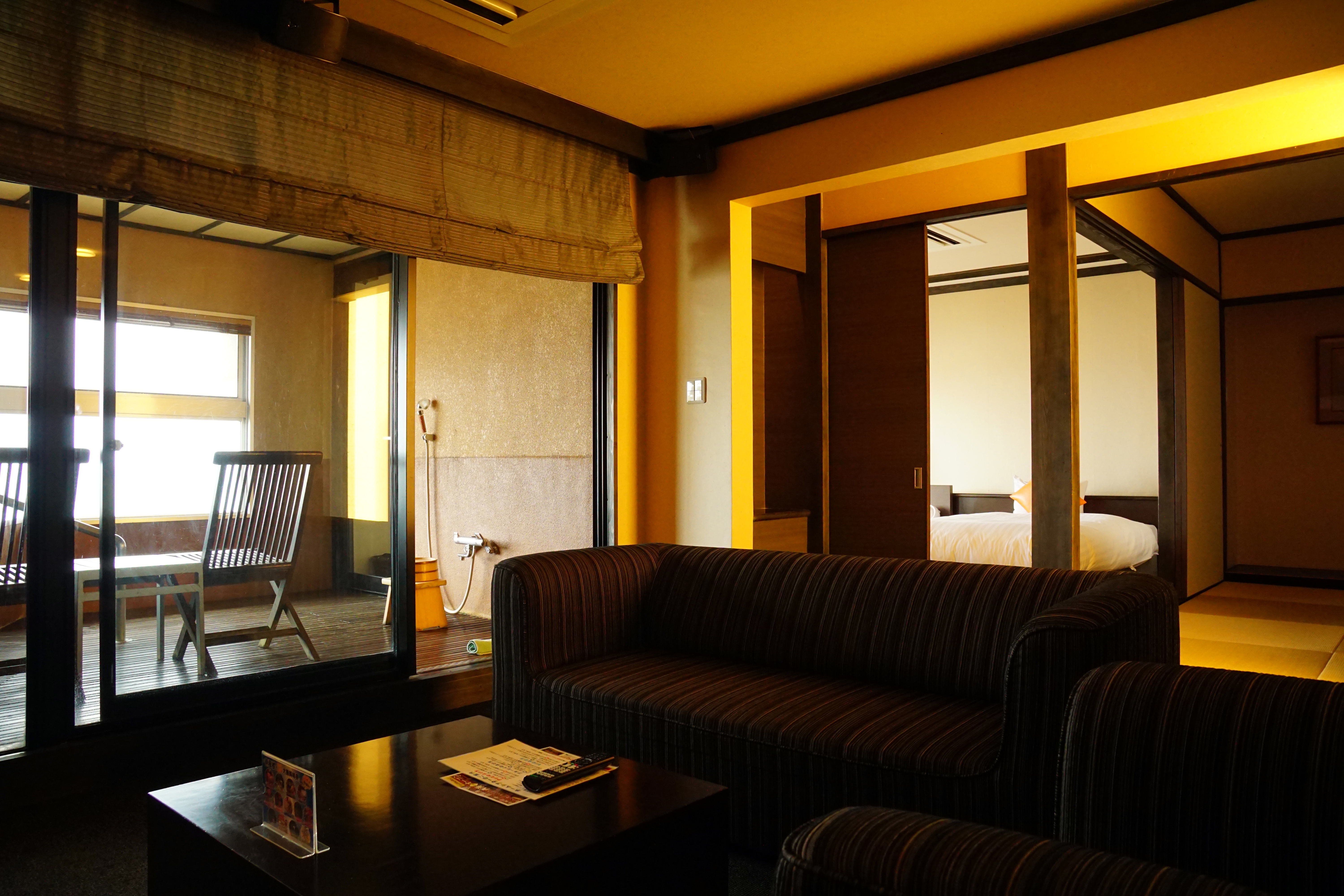
ベッドルーム＋リビング＋和室形式のスイートルーム

和室形式のスイートルームも存在する。